# 동명고등학교 (광주)
동명고등학교(東明高等學校)는 대한민국 광주광역시 광산구 서봉동에 위치한 사립 고등학교이다.

## 학교 연혁
- 1997년 12월 27일 : 동명교회에서 학교설립 동의
- 1997년 12월 27일 : 동명학원 초대 이사장 신학박사 최기채 목사 취임
- 1998년 10월 27일 : 동명고등학교 설립인가
- 1999년 3월 3일 : 초대 교장 정소지 이학박사 취임
- 1999년 3월 3일 : 동명고등학교 개교 및 제1회 입학식
- 2000년 3월 1일 : 믿음관(10칸) 준공
- 2002년 2월 9일 : 제1회 졸업식(29명)
- 2002년 10월 1일 : 백합관(종합관) 준공
- 2010년 11월 18일 : 진리관 증축 준공
- 2019년 3월 1일 : 제4대 이명석 교장 취임
- 2025년 1월 9일 : 제24회 졸업식(65명)

## 참고 자료
- 동명고등학교 - 한국교육학술정보원 학교알리미